# Eleccions legislatives eslovaques de 2006

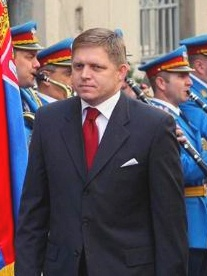
Robert Fico, vencedor de les eleccions.

Les Eleccions legislatives eslovaques de 2006 se celebraren el 17 de juny de 2006 per a renovar els 150 membres del Consell Nacional de la República d'Eslovàquia. El partit més votat fou Direcció - Socialdemocràcia, i el seu líder Robert Fico fou nomenat primer ministre d'Eslovàquia d'un govern de coalició amb el Partit Nacional Eslovac i el Partit Popular – Moviment per una Eslovàquia Democràtica.

## Resultats
Robert Fico del Direcció – Socialdemocràcia (SMER-SD) va guanyar les eleccions després d'una campanya centrada a revertir les reformes d'austeritat profundament impopulars dins dels sectors de la salut i l'educació impulsades pels llavors ministres Rudolf Zajac i Martin Fronc del KDH.
|                                                                |                                                  |           |       |          |     |  |
| Partits                                                        | Partits                                          | Vots      | %     | Escons   | +/- |  |
|                                                                | Direcció - Socialdemocràcia (Smer-SD)            | 671.185   | 29,14 | 50 / 150 | 25  |  |
|                                                                | Unió Cristiana i Democràtica Eslovaca (SDKÚ-DS)  | 422.815   | 18,35 | 31 / 150 | 3   |  |
|                                                                | Partit Nacional Eslovac (SNS)                    | 270.230   | 11,73 | 20 / 150 | 20  |  |
|                                                                | Partit de la Coalició Hongaresa (MS)             | 269.111   | 11,68 | 20 / 150 | =   |  |
|                                                                | PP–Mov. per una Eslovàquia Democràtica (ĽS-HZDS) | 202.540   | 8,79  | 20 / 150 | 21  |  |
|                                                                | Moviment Democràtic Cristià (KDH)                | 191.443   | 8,31  | 14 / 150 | 1   |  |
|                                                                | Partit Comunista d'Eslovàquia (KSS)              | 89.418    | 3,88  |          | 11  |  |
|                                                                | Fòrum Lliure (SF)                                | 79.963    | 3,47  |          | Nou |  |
|                                                                | Aliança del Nou Ciutadà (ANO)                    | 32.775    | 1,42  |          | 15  |  |
|                                                                | Moviment per la Democràcia (HZD)                 | 14.728    | 0,63  |          | =   |  |
|                                                                | Esperança (Nádej)                                | 14.555    | 0,63  |          | Nou |  |
|                                                                | Altres                                           | 44.336    | 14,94 |          |     |  |
|                                                                | Total (participació 54,67%)                      | 2.303.139 | 100.0 | 150      |     |  |
| Font: Resultats oficials Arxivat 2008-11-12 a Wayback Machine. |                                                  |           |       |          |     |  |

## Conseqüències
Robert Fico va formar un govern de coalició amb el Partit Popular (HZDS) de Vladimír Mečiar i el Partit Nacional Eslovac (SNS) de Ján Slota.